# FN SCAR
Lo FN SCAR (acronimo per Special Operations Forces Combat Assault Rifle) è un fucile d'ordinanza modulare a fuoco selettivo sviluppato dalla Fabrique National d'Herstal (FN) su richiesta dello USSOCOM e prodotto a partire dal 2009.

## Storia
L'annuncio da parte del SOCOM del vincitore dell'appalto arrivò nel 2004. La FN si doveva occupare della progettazione e della produzione in serie del fucile. Verso la metà del 2005, i primi SCAR erano disponibili all'utente finale, ovvero le forze speciali statunitensi. Poiché lo US SOCOM utilizzava la stessa designazione della marina, le due versioni di SCAR furono chiamate Mark 16 (il light) e Mark 17 (l'heavy).
I test finirono nel 2007 e l'Aprile 2009 vide la prima grande fornitura di 600 pezzi al reggimento 75th Ranger Regiment. Da questa data in poi, lo SCAR ha iniziato a sostituire la maggior parte dei fucili usati dalle forze SOCOM come le carabine M4, i fucili M16 e i fucili di precisione SR-25.

## Funzionamento e descrizione
L'arma non è basata su nessun fucile precedente, e la sua progettazione è partita da zero. In tutte le sue varianti utilizza un sistema di recupero di gas. Il fucile ha dimostrato una bassa sensibilità alla sabbia fine e quindi una notevole affidabilità in condizioni estreme. Durante un test dell'esercito americano compiuto su dieci esemplari di SCAR, Heckler & Koch XM8, Heckler & Koch HK416 e carabine M4, che consisteva nello sparare 6000 colpi con ciascun fucile in ambiente sabbioso, lo SCAR si è piazzato secondo, essendosi inceppato 226 volte. Lo ha battuto l'XM8 che si è bloccato solo 127 volte. Dietro l'HK416 con 233 e l'M4 con 882 stop.
La posizione del grilletto e del selettore di fuoco è studiata per un uso ambidestro. È disponibile l'opzione automatico o semiautomatico, ma non le raffiche limitate ad un certo numero di cartucce. Il calcio in polimeri è adattabile e presenta un supporto per la guancia del tiratore.
Il fucile presenta inoltre una guida Picatinny lungo tutta la parte superiore, per l'aggiunta di vari moduli come ottiche e puntatori, ed altre tre disposte lungo i due lati e sotto la canna.

## Accessori

### Lanciagranate EGLM
L'EGLM  (acronimo di Enhanced Grenade Launcher Module cioè in italiano modulo lanciagranate potenziato), chiamato ufficialmente FN40GL o Mk 13 Mod 0. è un lanciagranate da 40 mm basato sul GL-1 per l'FN F2000 ed introdotto nel 2008, che può essere montato su entrambe le versioni dello SCAR.

## Varianti
L'appalto del SOCOM prevedeva che la nuova arma fosse disponibile in due versioni, a cui corrispondevano diversi calibri:
- l'FN SCAR-L (da light, leggero) è la variante d'assalto in calibro 5,56 mm NATO;
- l'FN SCAR-H ( da heavy, pesante) è la variante da battaglia in calibro 7,62 mm NATO adattabile sul campo di battaglia ad altre munizioni (come le 7,62 × 39 mm sovietiche).

I due modelli sono simili nel 90% dei pezzi e il cambio di canna richiede pochi minuti senza bisogno di ulteriori aggiustamenti.
L'idea chiave dello SCAR è la modularità, cioè la capacità di fornire all'operatore un'ampia varietà d'opzioni a cominciare dalla canna, che può essere scelta corta per il combattimento ravvicinato o lunga per una variante di precisione che poteva utilizzare anche munizioni raccolte sul campo come quelle degli AK-47.
Entrambe le versioni, sono quindi disponibili in tre varianti:
- Standard (S);
- per combattimento ravvicinato (CQC da Close Quarter Combat);
- Sniper (SV da Sniper Variant o LB da Long Barrel cioè canna lunga).

Tutte queste varianti non modificano le procedure di manutenzione, gli equipaggiamenti opzionali utilizzabili o i sistemi di controllo come il selettore di fuoco.
Alla fine del 2008, la FN ha introdotto versioni semiautomatiche dei due SCAR per uso civile chiamate
16S (versione light) e 17S (versione heavy). Le fabbriche di produzione hanno sede a Columbia, Carolina del Sud per i fucili destinati all'esercito e a Fredricksburg, Virginia per quanto riguarda le 16S e 17S destinate ad uso civile e da parte delle forze di polizia.

## Competizioni
Nel 2008, l'FN HAMR IAR, basato sullo SCAR (acronimo che sta per Heat Adaptive Modular Rifle), è stato uno dei quattro fucili finalisti alla gara indetta dal Corpo dei Marines per un fucile da fanteria automatico leggero (in inglese Infantry Automatic Rifle da cui IAR). La principale differenza tra l'HAMR e lo SCAR è la capacità di passare automaticamente dal fuoco a otturatore chiuso al fuoco a otturatore aperto se la camera si surriscalda.

## Dati sulle vendite
| Modello/Configurazione  | Unità per test | Produzione iniziale di prova (LRIP) | Produzione |
| SCAR-L                  | SCAR-L         | SCAR-L                              | SCAR-L     |
| ----------------------- | -------------- | ----------------------------------- | ---------- |
| Standard                | 12             | 250                                 | 83.738     |
| CQC                     | 6              | 80                                  | 27.914     |
| Sniper (SV)             | 1              | 10                                  | 11.989     |
| SCAR-H                  |                |                                     |            |
| Standard                | 1              | 68                                  | 14.931     |
| CQC                     | 0              | 10                                  | 6.990      |
| Sniper (SV)             | 0              | 10                                  | 11.990     |
| Standard (7,62 x 39 mm) | 0              | 68                                  | 2.932      |